# Trichospermum tabascanum
Trichospermum tabascanum là một loài thực vật có hoa trong họ Cẩm quỳ. Loài này được (Sprague) Kosterm. miêu tả khoa học đầu tiên năm 1962.